# Ponte dei Pugni
Il ponte dei Pugni è un ponte di Venezia, situato nel sestiere di Dorsoduro, nei pressi di campo San Barnaba.

## Storia

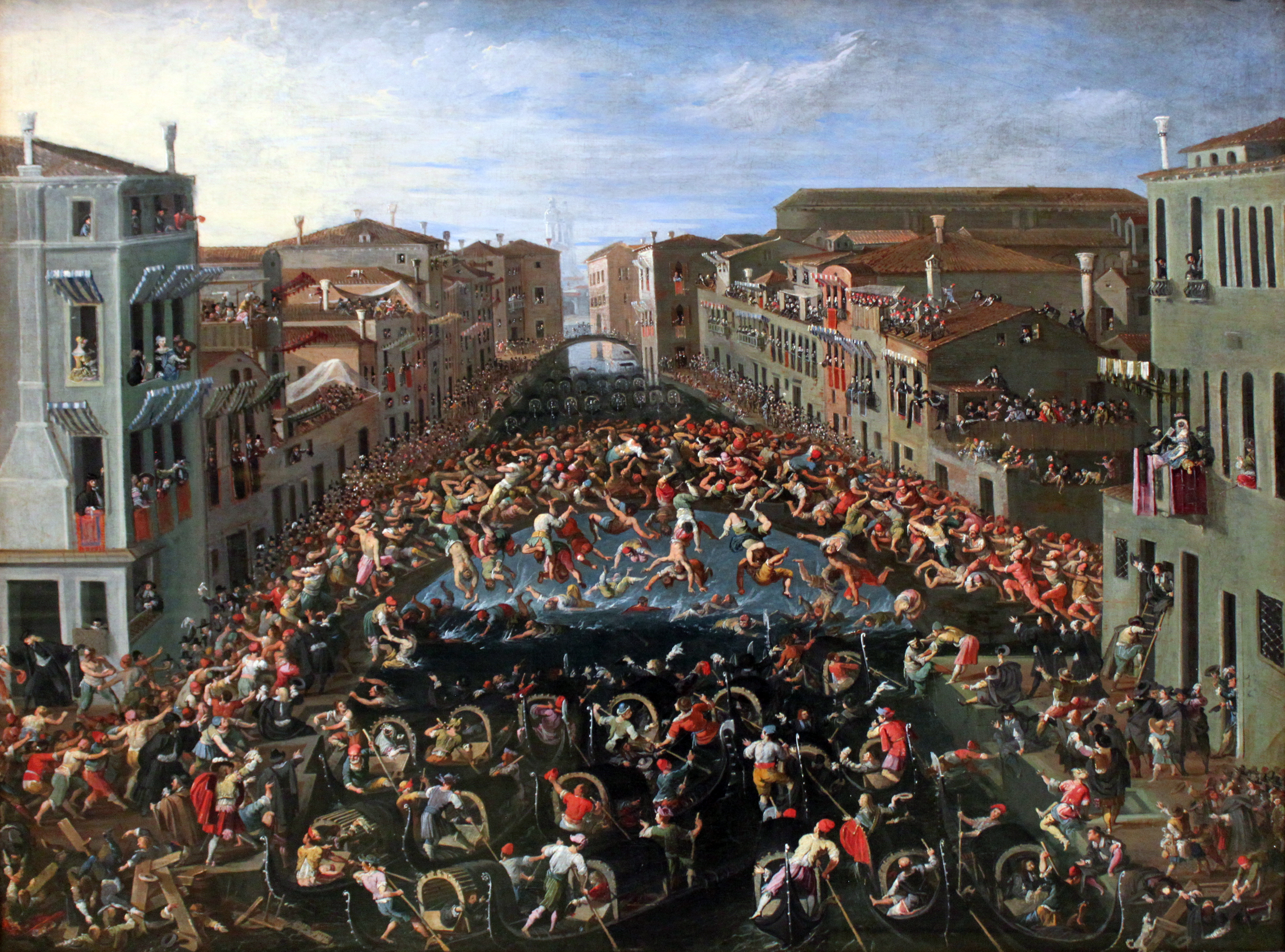
Joseph Heintz il Giovane, Competizione al ponte dei pugni a Venezia, 1673, Germanisches Nationalmuseum, Norimberga.

È eponimo di questo ponte un'antica tradizione di Venezia da secoli abbandonata: la Guerra dei pugni. Gli abitanti di due fazioni avverse, i Castellani di San Pietro di Castello e i Nicolotti di San Nicolò dei Mendicoli, si scontravano a "pugni" sulla parte superiore del ponte. Dal mese di settembre a Natale, i Castellani e i Nicolotti si sfidavano a colpi di pugni sui ponti della città, allora quasi tutti sprovvisti di ringhiere ai lati, prima i campioni in duelli, poi in rissa. Bisogna però precisare che la divisione tra le due fazioni ha origini antichissime e si deve forse allo scoppio di contrasti tra la popolazione di Jesolo e quella d'Eraclea. Quando le genti che abitavano quelle terre si trasferirono in città, andarono a formare due comunità separate: i Castellani abitarono i sestieri di Castello, di San Marco e di Dorsoduro, mentre i Nicolotti abitarono quelli di San Polo, Santa Croce e Cannaregio. Tali fazioni assunsero anche usi differenti: quella dei Castellani portava berretti e sciarpe rossi, che si contrapponeva al nero dei Nicolotti; altresì le donne dei Castellani portavano i fiori al petto su di un lato, quelle dei Nicolotti sull'altro. Tale rivalità non venne almeno in un primo momento contrastata dalle istituzioni. Lo scopo del "gioco" era quello di gettare gli avversari nel rio sottostante. Vinceva la squadra che riusciva a tenere i suoi uomini sul ponte.
Prima che avvenisse uno scontro tra le due fazioni, esso veniva annunciato, si definiva su quale ponte dovesse avere luogo e si sistemava il campo di svolgimento dello scontro. Difatti, esiste anche se meno celebre, un altro ponte omonimo presso il campo di Santa Fosca nel sestiere di Cannaregio, anch'esso con le impronte dei piedi in pietra d'Istria. Inoltre, diversi altri ponti erano stati usati come campo di battaglia nelle guerre dei pugni: uno di questi, vicino alla chiesa di San Zulian, si chiamava Ponte della Guerra. Il ponte poteva essere rinforzato, e il canale sottostante era ripulito (affinché nel cadervi dal ponte si evitassero danni a persone o a cose). Il giorno dello scontro, i contendenti (anche trecento per parte) si schieravano alle estremità del ponte: lo schierarsi era accompagnato da musica e dal sopraggiungere delle folle di curiosi, che si affacciavano dalle finestre o assistevano da barche. Il genere di armamenti col quale presentarsi era regolamentato: potevano essere portati corazze, elmi, scudi, canne, bastoni, ma talvolta si sceglieva di combattere a mani nude, senza armi né protezioni. 

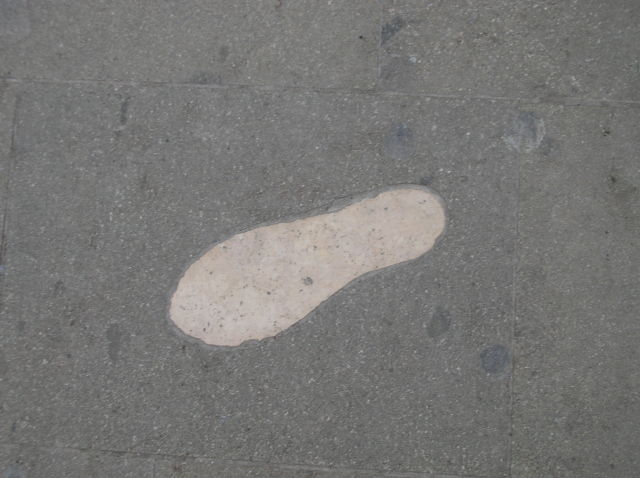
Impronta in pietra d'Istria sul Ponte dei Pugni

Lo scontro vero e proprio era preceduto da una sfida individuale (detta anche Mostra), che vedeva coinvolti i campioni delle due squadre, ciascuno dei quali poneva i propri piedi sopra due delle impronte presenti sulla superficie della pavimentazione. Ben presto, subentravano nello scontro anche gli altri contendenti. Il fronte che fosse riuscito a sconfiggere quello avversario avrebbe potuto porre le proprie insegne sul ponte: logicamente, esso non era perpetuo e ciò permetteva che, al rivendicare la proprietà dell'altro schieramento, avvenisse un nuovo scontro. Spesso anche il pubblico si lasciava coinvolgere negli scontri. Dato che gli scontri sovente potevano durare anche varie ore, al calar delle tenebre interveniva la gendarmeria per farli cessare.
Dal 1574 si cercò di contenere questo fenomeno, bandendo le armi dai conflitti. Nel 1705 vennero proibiti gli scontri dopo che proprio quell'anno ci fu uno degli scontri più cruenti, in cui dai soli pugni si passò ai coltelli. La pena per chi avesse fatto scoppiare una rissa su di un ponte era lavorare cinque o più anni su una galea o una detenzione carceraria di sette anni. 
Per dare alla gente altre possibilità di sfogo, venne istituito un altro gioco, detto delle Forze d'Ercole: la piramide umana più alta, costruita durante il Carnevale di Venezia in Piazza San Marco, era premiata dal doge in persona. Il ponte venne ricostruito attorno al 1870: vennero aggiunte solo allora le ringhiere in ferro.
Non si trattava comunque di una consuetudine della sola Venezia; per esempio nel 1417 Guido da Montefeltro conte di Urbino organizzò a Gubbio grandi festeggiamenti, tra cui una gran battaglia di pugni, in onore di Carlo dei Malatesti, dopo che l'ebbe riscattato dalla prigionia in cui lo teneva Braccio da Montone.

## Architettura
Questo ponte, per nulla importante sotto il profilo artistico, presenta sui quattro vertici della pavimentazione della sommità quattro impronte di piedi in pietra d'Istria.